# Licourt
Licourt is een gemeente in het Franse departement Somme (regio Hauts-de-France) en telt 390 inwoners (1999). De plaats maakt deel uit van het arrondissement Péronne.

## Geografie
De oppervlakte van Licourt bedraagt 6,9 km², de bevolkingsdichtheid is 56,5 inwoners per km².
De onderstaande kaart toont de ligging van Licourt met de belangrijkste infrastructuur en aangrenzende gemeenten.

## Demografie
Onderstaande figuur toont het verloop van het inwonertal (bron: INSEE-tellingen).